# 門脇町 (石巻市)
門脇町（かどのわきちょう）は、宮城県石巻市にある町丁であり、門脇町一丁目から門脇町五丁目を擁する。郵便番号は986-0834。住民基本台帳に基づく人口は494人、世帯数は269世帯（2025年4月30日現在）。

## 地理
石巻市の南東に位置する町丁で、日和山丘陵麓の東側と南側にかけてを範囲とする。地区の東を旧北上川が南流し、石巻湾に出る。また、それと並行して県道7号が通り、県道に沿って住宅や商店が密集していたが東日本大震災の影響もあってか、現在は当時の跡形もなくなっている。
2022年（令和4年）現在、石巻南浜津波復興祈念公園の一角として整備されている。

## 歴史
- 1966年（昭和41年）5月1日 - 門脇字門脇町・字九軒町・字浜横町・字山岸・字中道上・字西山岸の各全部および門脇字海門寺前・字海門寺・字後町・字中道下・字善海田・石巻字本町の各一部をもって門脇町が成立[8]。

## 施設

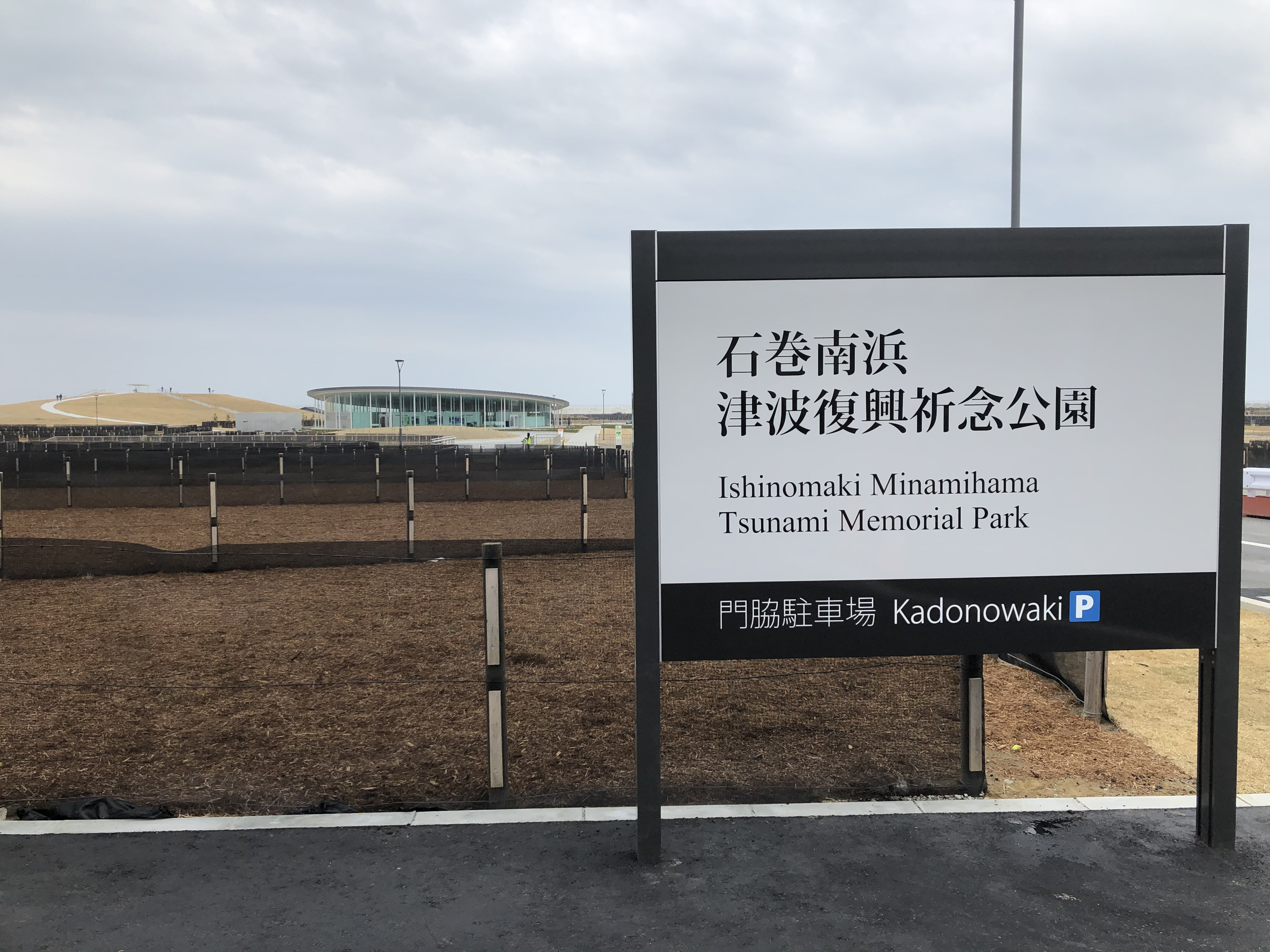
石巻南浜津波復興祈念公園の門脇口。

- 石巻南浜津波復興祈念公園
- 網地島ライン門脇乗り場
- 西光寺
- 称法寺
- 旧門脇小学校
- MEET門脇

## 交通

### 鉄道
域内に鉄道は通っていないが最寄り駅はJR石巻駅（石巻線・仙石線・仙石東北ライン）である。

### 道路
- 宮城県道7号石巻港線
- 宮城県道240号石巻女川線

## 人口
2025年（令和7年）4月30日現在の世帯数と人口は以下の通りである。
| 町丁         | 世帯    | 人口  |
| ------------ | ------- | ----- |
| 門脇町一丁目 | 51世帯  | 86人  |
| 門脇町二丁目 | 26世帯  | 64人  |
| 門脇町三丁目 | 66世帯  | 121人 |
| 門脇町四丁目 | 13世帯  | 27人  |
| 門脇町五丁目 | 113世帯 | 196人 |
| 計           | 269世帯 | 494人 |

## 小・中学校の学区
小・中学校の学区は以下の通りである。
| 大字   | 字・番地 | 小学校             | 中学校             |
| ------ | -------- | ------------------ | ------------------ |
| 門脇町 | 全域     | 石巻市立石巻小学校 | 石巻市立石巻中学校 |

## 東日本大震災
門脇町は石巻湾に面しておりいるため、東北地方太平洋沖地震に伴う津波で大きな被害を受け、その被害は場所によっては7m浸水した箇所があるなど甚大なものであった。
また、震度は6弱を記録し、域内の犠牲者は99人であった。